# Herberts Vasiļjevs

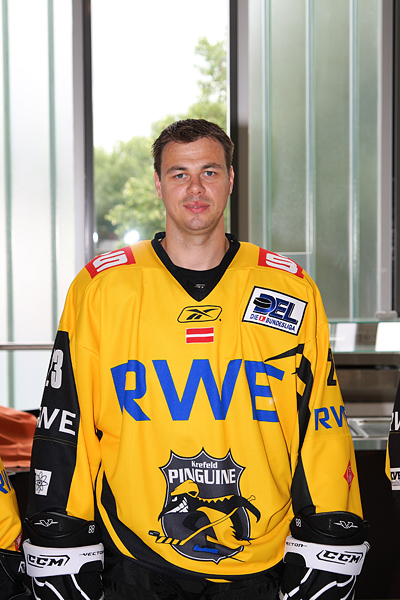
Vasiljevs in 2009

Herberts Vasiļjevs (Riga, 27 mei 1976) is een Lets ijshockeyspeler die sinds 2005 in de Deutsche Eishockey Liga speelt bij Krefeld Pinguine. 
Voordat hij naar Duitsland kwam, speelde hij onder andere in de National Hockey League bij Atlanta Thrashers, Vancouver Canucks en Florida Panthers. In zijn eerste jaar in Duitsland speelde hij bij Nürnberg Ice Tigers, van 2004 tot 2005.
Voordat hij Duits staatsburger werd speelde hij bij de Letse ijshockeyploeg. Voor Letland nam hij deel aan de Olympische Winterspelen 2006 en tussen 2000 en 2008 aan zes Wereldkampioenschappen. Nu speelt hij ook voor Letland tijdens de Olympische Winterspelen 2014.